# TV Justiça
A TV Justiça é um canal de televisão do Judiciário Brasileiro e administrado pelo Supremo Tribunal Federal.
Iniciou suas atividades em 11 de agosto de 2002. Como emissora pública, transmitida pelo sistema a cabo, satélite (TV aberta e por assinatura) e internet, foi a primeira a transmitir ao vivo os julgamentos do Plenário da Suprema Corte brasileira.
A TV Justiça tem como foco preencher lacunas deixadas por emissoras comerciais em relação a notícias sobre questões judiciárias, a fim de possibilitar que o público acompanhe o dia a dia do Poder Judiciário e suas principais decisões, favorecendo o conhecimento do cidadão sobre seus direitos e deveres.
Trabalha na perspectiva de informar, esclarecer e ampliar o acesso à Justiça, buscando tornar transparentes suas ações e decisões. Este é o maior propósito da emissora do Judiciário.
Com programação que emprega linguagem clara, ágil, confiável, contextualizada e caráter didático, a TV Justiça notabilizou-se pela transmissão de julgamentos, programas de debates, seminários e conferências ao longo dos seus 10 anos de história, realizando uma cobertura jornalística prolongada, profunda e variada.
A administração da TV Justiça está sob a responsabilidade da Secretaria de Comunicação Social do Supremo Tribunal Federal com o auxílio de um Conselho Consultivo.
A Lei 10.461/2002, que prevê sua criação, foi sancionada por um integrante do STF, o ministro Marco Aurélio, quando exerceu interinamente a Presidência da República durante o governo Fernando Henrique Cardoso, em maio de 2002.
O canal é transmitido por todas as operadoras de TV por assinatura, por imposição legal.
Há no site da TV Justiça instruções para sintonia em todo o Brasil.
Grande parte de seus programas é disponibilizado em seu canal no YouTube, sendo feita transmissão contínua pela Internet, através do canal do Supremo Tribunal Federal.
A TV Justiça foi, reconhecidamente, a primeira emissora de televisão do mundo a transmitir, ao vivo, sessões de julgamento da Suprema Corte de um país. Outras nações como Inglaterra  e México , inspiradas pela experiência brasileira, também transmitem os julgamentos de suas cortes constitucionais.
A TV Justiça teve a sua primeira afiliada em 2004, a TV Caravelas em Ipatinga/MG, no canal 11 da TV a cabo NET ou pela internet no site da TV Caravelas.